# Kristin Clemet

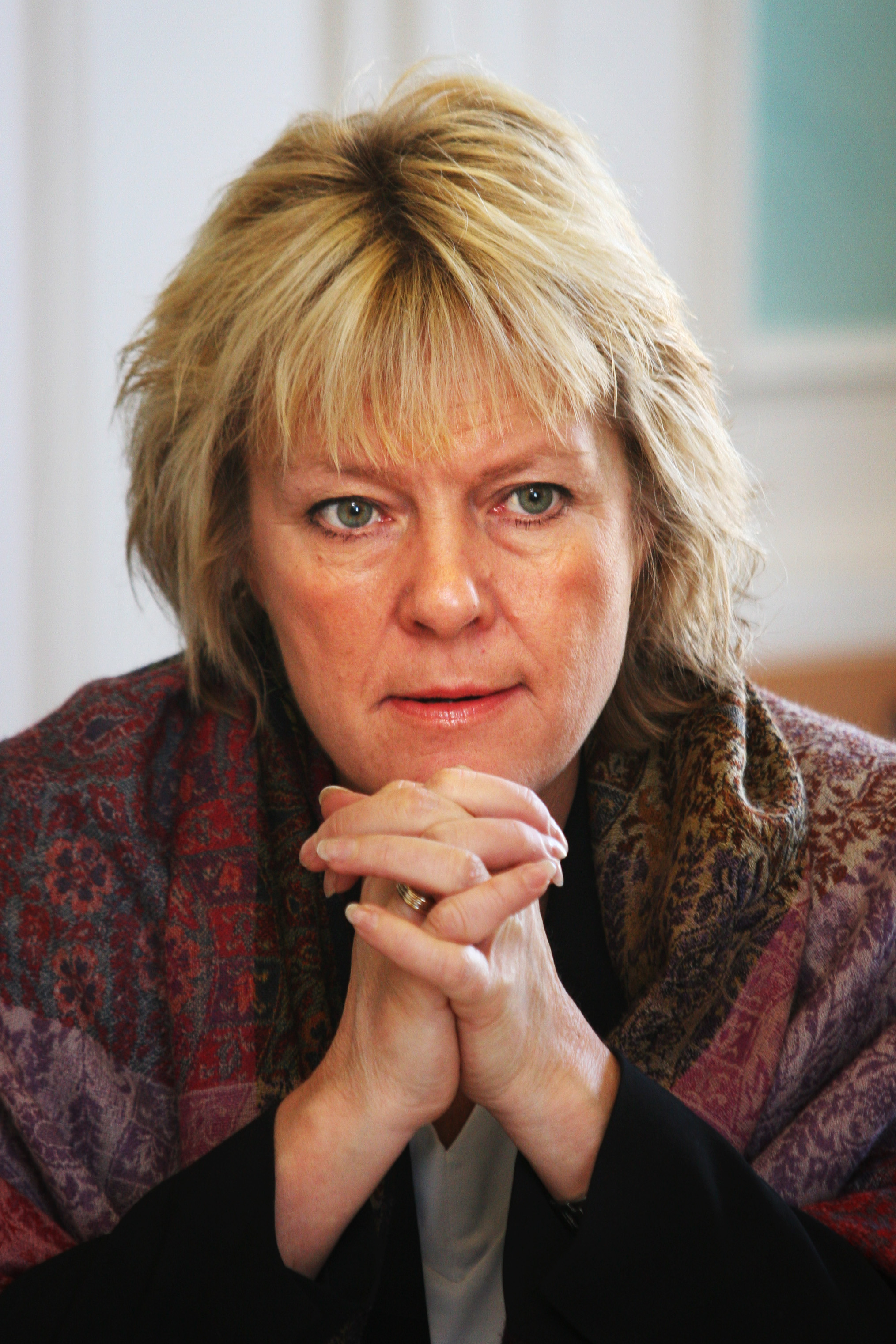
Kristin Clemet (2011)

Kristin Clemet (* 20. April 1957 in Harstad) ist eine norwegische konservative Politikerin und Ökonomin. Kristin Clemet studierte an der Norwegischen Handelshochschule.
Sie wurde am 2. November 1989 Ministerin im Kabinett Syse, zuständig für zwei Ressorts in unterschiedlichen Ministerien: Arbeit im Kommunal- und Arbeitsministerium sowie Verwaltung im Verbraucher- und Verwaltungsministerium. Zum 1. Januar 1990 wurden diese Bereiche unter ihrer Führung im neu geschaffenen Ministerium für Arbeit und Verwaltung zusammengefasst. Von 1989 bis 1993 war sie für den Wahlkreis Oslo Abgeordnete im Nationalparlament Storting. In der Regierung Bondevik II von 2001 bis 2005 war sie Ministerin für Bildung und Forschung.
Seit 2021 ist sie Mitglied des Norwegischen Nobelkomitees.
Clemet lebt mit dem Rechtsanwalt und Politiker Michael Tetzschner zusammen und hat mit ihm zwei Kinder.

## Nachweise
1. ↑  Sigrid Harms: Etwas aus Gold, das Trump noch nicht besitzt Ihm gebühre der Friedensnobelpreis, findet der US-Präsident. Doch was finden jene, die das ermöglichen könnten? In: Neue Zürcher Zeitung am Sonntag vom 4. Mai 2025, Seite 7

| Personendaten    | Personendaten                                     |
| ---------------- | ------------------------------------------------- |
| NAME             | Clemet, Kristin                                   |
| KURZBESCHREIBUNG | norwegische konservative Politikerin und Ökonomin |
| GEBURTSDATUM     | 20. April 1957                                    |
| GEBURTSORT       | Harstad                                           |